# 鄭凱文
鄭 凱文（ジェン・カイウェン、1988年7月26日 - ）は、台湾（中華民国）の台南市出身のプロ野球選手（投手）。現在はCPBLの中信兄弟に所属している。

## 経歴

### プロ入り前
台湾の台南市出身。南英商工在学中の2005年、AAAアジア野球選手権にチャイニーズタイペイ代表として出場。また、文化大在学中の2008年にハーレムベースボールウィークにチャイニーズタイペイ代表として出場した。北京オリンピックでは8月14日の対日本戦で最後の投手として登板し、2/3イニングを投げて3四死球、2被安打、2失点だった。

### 阪神時代
2009年3月に開催された第2回ワールド・ベースボール・クラシック(WBC)のチャイニーズタイペイ代表候補にも挙げられた中、同年2月3日、阪神タイガースの春季キャンプにおいて入団テストを受け、キレのあるストレートと多彩な変化球が評価されて合格。3月4日に正式契約が発表された。登録名は「ジェン・カイウン」。第2回WBCの初戦の対韓国戦では、1/3イニングでノックアウトされた李振昌の後をついで、1イニング2/3を無失点に抑えた。

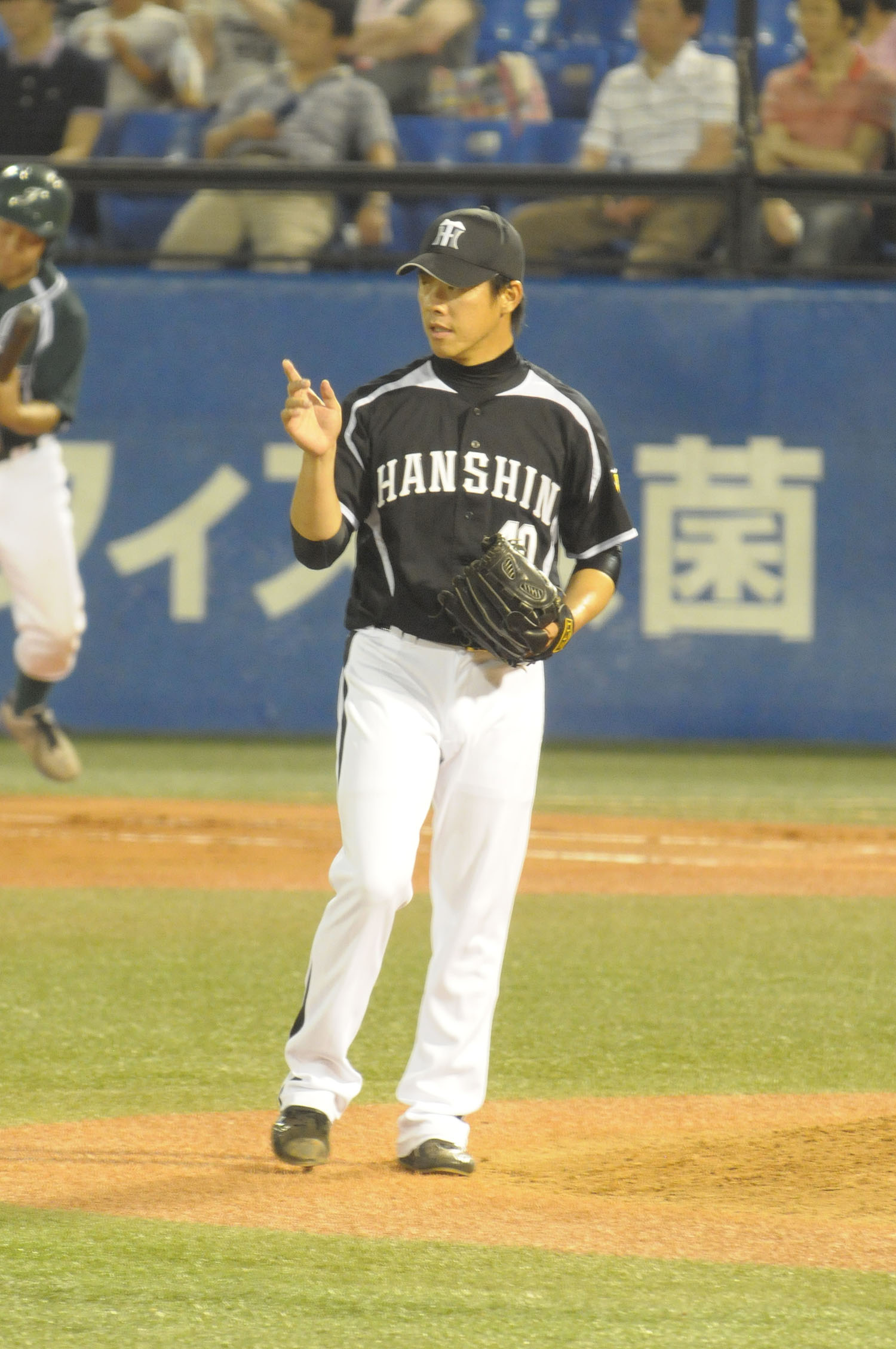
阪神タイガース時代
（2012年8月17日、明治神宮野球場）

シーズンでは4月26日の対広島東洋カープ戦で一軍初登板し、6回を無失点に抑えたが直後にスコット・アッチソンが勝ち越しを許し、勝ち負けはつかなかった。その後、中継ぎで数試合登板したが安定感を欠き、二軍降格。7月に一軍昇格したが、結果を残せず再び二軍降格となった。下柳剛・福原忍の不振で先発不足だった球団事情から、再び先発要員として一軍昇格し、9月20日の対広島戦で3度目の先発。味方の大量点に守られ、7回を2失点に抑えてプロ初勝利を挙げた。その後は中継ぎに回り、敗戦処理での登板が増えた。
2010年、4月9日に一軍昇格したが、1試合に登板したのみで4月15日に登録抹消となり、その後昇格することはなかった。
2011年1月28日、登録名を本名の「鄭凱文」に変更した。開幕は二軍スタートとなり、ウエスタン・リーグでは好調を見せ連続無失点の登板を続けていたが、外国人4選手が一軍で揃って活躍していたため昇格機会がなかった。前半戦最後の9連戦である7月16日の対横浜DeNAベイスターズ戦で前半戦の登板機会を終えたランディ・メッセンジャーとの入れ替わりでシーズン一軍初昇格・初先発登板し、6回2/3を投げ2失点に抑え、加えて味方の大量援護もあり664日ぶりに一軍での勝利を挙げた。その後、外国人枠の関係から二軍落ちし、7月30日の対に再び一軍で先発したが、3回2失点で降板し翌日二軍落ちした。
2012年9月21日に第3回WBC予選のチャイニーズタイペイ代表に選出された。9月29日に戦力外通告を受けた。11月には第3回WBC予選前にキューバ代表との国際親善試合である「サンダーシリーズ」のチャイニーズタイペイ代表に選出された。

### DeNA時代
2012年12月25日に横浜DeNAベイスターズに育成選手として契約を結んだ。
2013年1月14日に第3回WBC本戦のチャイニーズタイペイ代表メンバーに選出された。シーズンでは2月26日にDeNAの支配下選手登録が発表された。オープン戦では1試合ながら先発で登板し、6回を2失点の成績を残した。この好投が評価され、開幕後3月31日の対中日ドラゴンズ戦で先発。しかし、3回持たず、6失点と大荒れで翌日に二軍降格となった。再昇格後の5月22日、対福岡ソフトバンクホークス戦で先発として登板したが、初回に3与四球後、松田宣浩に満塁本塁打を打たれて敗戦投手となった。11月に台湾で開催された「2013 BASEBALL CHALLENGE 日本 VS チャイニーズ・タイペイ」のチャイニーズタイペイ代表に選出された。しかし同月19日に、球団から来季の契約をしないことが発表された。

### 中信兄弟時代
2013年11月28日、中信兄弟からドラフト1巡目で指名され入団。
2014年3月に1試合に投げ1失点（自責点0）で完投勝利、5月には5試合3勝1敗、防御率2.23で2度の月間MVPを獲得した。最終的には22試合に登板して11勝3敗、防御率2.48の成績で最多勝、最優秀防御率の2冠を獲得した。特に義大ライノズ戦に強く、9試合に登板して8勝、防御率2.01の成績を残した。また9月に開催された仁川アジア競技大会のチャイニーズタイペイ代表に選出され、同大会では準優勝に貢献した。
2015年は昨年に続き2桁勝利をマークした。
2016年は38試合に投げ9勝8敗、防御率4.53を記録した。
2017年はシーズンの防御率トップ10の内、上位8名は外国人投手であり、その中で台湾人の1位が鄭であった。
2018年はシーズンオフに「ENEOS 侍ジャパンシリーズ2018」に出場した。
2019年はリーグ最多の65試合に投げ11勝3敗を記録し、ゴールデングラブ賞を獲得した。中継ぎ登板のみでのゴールデングラブ賞を獲得はCPBL史上初の出来事であった。
2020年は54試合に投げ15ホールド、防御率3.11を記録した。また新荘体育場野球場での登板に限っては、13回と2/3を投げ無失点と好相性だった。台湾シリーズ第1戦目では3ランを被弾し敗戦投手、第4戦目でも失点を喫しシリーズ防御率13.50を記録した。
2021年はチームの先発投手不足により、先発へ再転向することになった。3月14日の富邦ガーディアンズ戦で4年ぶりの先発を務めるも、1回2/3を7失点（自責点4）で敗戦投手となった。同月21日の統一ライオンズ戦では7回2失点（自責点0）で2017年7月13日以来、1347日ぶりの先発登板で勝利投手となった。9月には3試合に投げ3勝、防御率1.29をマークし月間MVPを獲得した。

## 選手としての特徴

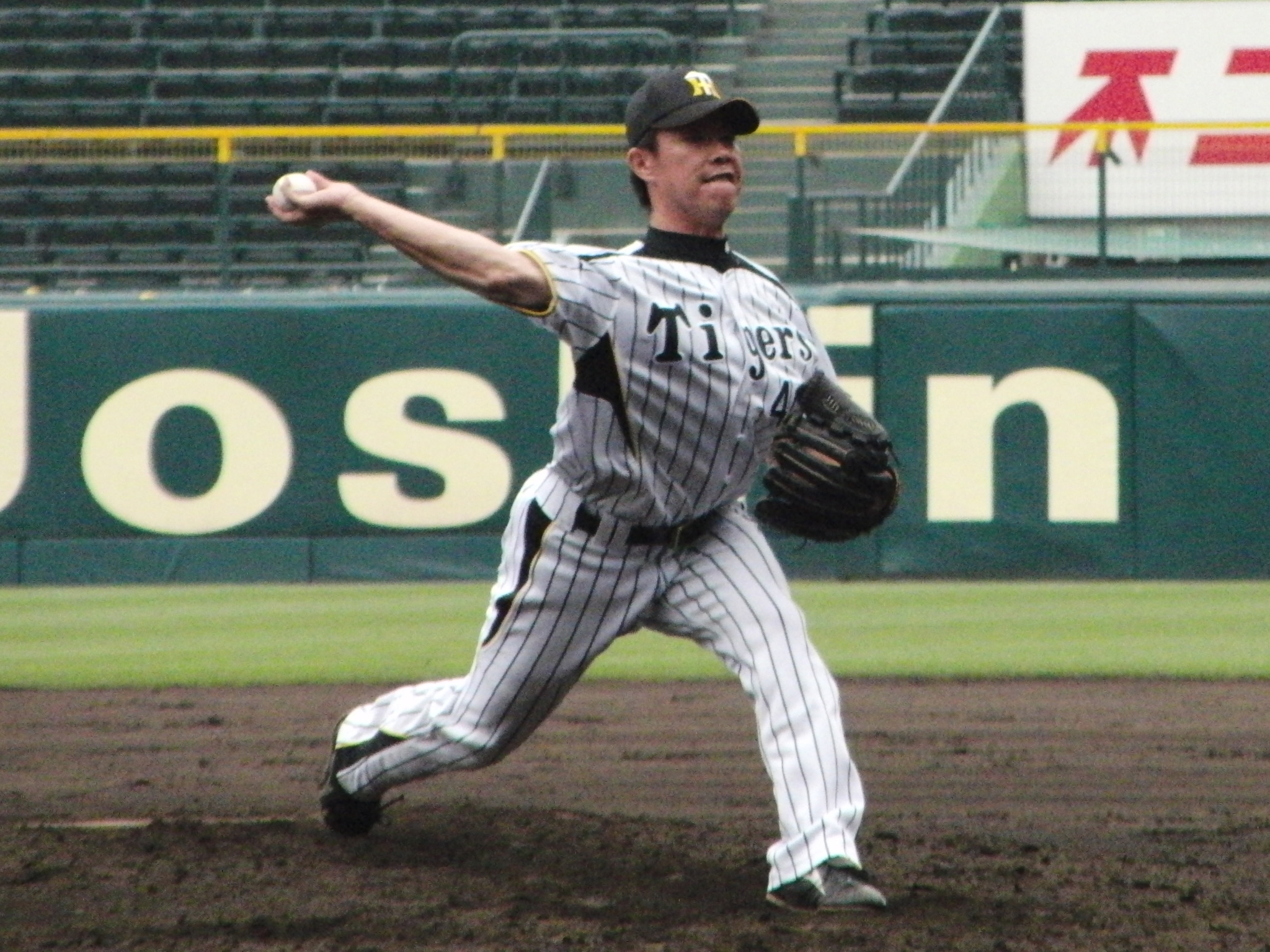
投球フォーム

元はスリークォーターから最速151 km/hの速球と鋭いスライダーのほか、ツーシーム（シュート）やチェンジアップなども投げる。
2011年シーズンから、腕の位置を下げ、サイドスローに近いスリー・クォーターの投球フォームに変更した。

## 詳細情報

### 年度別投手成績
| 年 度      | 球 団      | 登 板 | 先 発 | 完 投 | 完 封 | 無 四 球 | 勝 利 | 敗 戦 | セ 丨 ブ | ホ 丨 ル ド | 勝 率 | 打 者 | 投 球 回 | 被 安 打 | 被 本 塁 打 | 与 四 球 | 敬 遠 | 与 死 球 | 奪 三 振 | 暴 投 | ボ 丨 ク | 失 点 | 自 責 点 | 防 御 率 | W H I P |
| ---------- | ---------- | ----- | ----- | ----- | ----- | -------- | ----- | ----- | -------- | ----------- | ----- | ----- | -------- | -------- | ----------- | -------- | ----- | -------- | -------- | ----- | -------- | ----- | -------- | -------- | ------- |
| 2009       | 阪神       | 13    | 3     | 0     | 0     | 0        | 1     | 1     | 0        | 0           | .500  | 137   | 31.1     | 39       | 4           | 6        | 0     | 0        | 18       | 1     | 0        | 20    | 19       | 5.46     | 1.44    |
| 2010       | 阪神       | 1     | 0     | 0     | 0     | 0        | 0     | 0     | 0        | 0           | ----  | 4     | 1.0      | 1        | 0           | 1        | 0     | 0        | 0        | 0     | 0        | 0     | 0        | 0.00     | 2.00    |
| 2011       | 阪神       | 3     | 2     | 0     | 0     | 0        | 1     | 0     | 0        | 0           | 1.000 | 46    | 10.2     | 14       | 1           | 2        | 0     | 1        | 5        | 0     | 0        | 4     | 4        | 3.38     | 1.50    |
| 2012       | 阪神       | 10    | 0     | 0     | 0     | 0        | 0     | 0     | 0        | 1           | ----  | 48    | 11.0     | 10       | 1           | 4        | 0     | 0        | 6        | 0     | 0        | 3     | 3        | 2.45     | 1.27    |
| 2013       | DeNA       | 6     | 5     | 0     | 0     | 0        | 0     | 2     | 0        | 0           | .000  | 98    | 21.0     | 27       | 4           | 11       | 0     | 1        | 11       | 1     | 0        | 17    | 17       | 7.29     | 1.81    |
| 2014       | 中信       | 22    | 22    | 1     | 0     | 0        | 11    | 3     | 0        | 0           | .786  | 625   | 152.2    | 150      | 6           | 27       | 0     | 9        | 108      | 4     | 0        | 54    | 42       | 2.48     | 1.16    |
| 2015       | 中信       | 16    | 16    | 3     | 2     | 1        | 10    | 4     | 0        | 0           | .714  | 446   | 103.0    | 113      | 5           | 24       | 0     | 4        | 77       | 2     | 0        | 46    | 40       | 3.50     | 1.33    |
| 2016       | 中信       | 38    | 20    | 0     | 0     | 0        | 9     | 8     | 1        | 5           | .529  | 635   | 145.0    | 175      | 9           | 32       | 0     | 9        | 114      | 4     | 0        | 86    | 73       | 4.53     | 1.43    |
| 2017       | 中信       | 35    | 15    | 0     | 0     | 0        | 5     | 8     | 0        | 6           | .385  | 546   | 125.2    | 148      | 11          | 29       | 1     | 5        | 87       | 6     | 0        | 75    | 64       | 4.58     | 1.41    |
| 2018       | 中信       | 56    | 0     | 0     | 0     | 0        | 4     | 5     | 1        | 16          | .444  | 284   | 64.2     | 71       | 5           | 12       | 2     | 3        | 55       | 3     | 0        | 38    | 30       | 4.18     | 1.28    |
| 2019       | 中信       | 65    | 0     | 0     | 0     | 0        | 11    | 3     | 1        | 14          | .786  | 274   | 65.0     | 68       | 1           | 9        | 10    | 0        | 39       | 1     | 0        | 24    | 21       | 2.91     | 1.18    |
| 2020       | 中信       | 54    | 0     | 0     | 0     | 0        | 1     | 3     | 2        | 15          | .333  | 232   | 55.0     | 59       | 2           | 11       | 0     | 2        | 42       | 0     | 0        | 21    | 19       | 3.11     | 1.27    |
| 2021       | 中信       | 22    | 21    | 0     | 0     | 0        | 12    | 7     | 0        | 0           | .631  | 552   | 130.0    | 15       | 11          | 18       | 0     | 4        | 90       | 4     | 0        | 67    | 59       | 4.08     | 1.30    |
| 2022       | 中信       | 18    | 17    | 0     | 0     | 0        | 8     | 3     | 0        | 0           | .727  | 424   | 108.2    | 96       | 6           | 16       | 0     | 5        | 59       | 2     | 0        | 30    | 28       | 2.32     | 1.03    |
| 2023       | 中信       | 17    | 16    | 1     | 0     | 0        | 5     | 7     | 0        | 0           | .417  | 416   | 95.0     | 122      | 7           | 15       | 0     | 5        | 47       | 0     | 0        | 57    | 52       | 4.93     | 1.44    |
| 2024       | 中信       | 9     | 6     | 0     | 0     | 0        | 3     | 2     | 0        | 0           | .600  | 158   | 37.1     | 42       | 3           | 5        | 0     | 0        | 25       | 0     | 1        | 13    | 12       | 2.89     | 1.26    |
| NPB：5年   | NPB：5年   | 33    | 10    | 0     | 0     | 0        | 2     | 3     | 0        | 1           | .400  | 333   | 75.0     | 91       | 10          | 24       | 0     | 2        | 40       | 2     | 0        | 44    | 43       | 5.16     | 1.53    |
| CPBL：11年 | CPBL：11年 | 352   | 133   | 5     | 2     | 0        | 79    | 53    | 6        | 56          | .598  | 4592  | 1082.0   | 1195     | 66          | 211      | 13    | 46       | 743      | 26    | 1        | 511   | 440      | 3.66     | 1.30    |

- 2024年度シーズン終了時
- 各年度の太字はリーグ最高

### 年度別守備成績
| 年 度 | 球 団 | 投手  | 投手  | 投手  | 投手  | 投手  | 投手     |
| 年 度 | 球 団 | 試 合 | 刺 殺 | 補 殺 | 失 策 | 併 殺 | 守 備 率 |
| ----- | ----- | ----- | ----- | ----- | ----- | ----- | -------- |
| 2009  | 阪神  | 13    | 1     | 7     | 1     | 0     | .889     |
| 2010  | 阪神  | 1     | 0     | 0     | 0     | 0     | ----     |
| 2011  | 阪神  | 3     | 0     | 2     | 0     | 0     | 1.000    |
| 2012  | 阪神  | 10    | 1     | 0     | 0     | 0     | 1.000    |
| 2013  | DeNA  | 6     | 1     | 3     | 0     | 1     | 1.000    |
| 2014  | 中信  | 22    | 5     | 22    | 0     | 3     | 1.000    |
| 2015  | 中信  | 16    | 10    | 16    | 1     | 2     | .963     |
| 2016  | 中信  | 38    | 15    | 20    | 0     | 4     | 1.000    |
| 2017  | 中信  | 35    | 13    | 20    | 2     | 2     | .943     |
| 2018  | 中信  | 56    | 2     | 8     | 1     | 1     | .909     |
| 2019  | 中信  | 65    | 4     | 19    | 0     | 6     | 1.000    |
| 2020  | 中信  | 54    | 2     | 11    | 0     | 0     | 1.000    |
| 2021  | 中信  | 22    | 11    | 27    | 1     | 0     | .974     |
| 2022  | 中信  | 18    | 6     | 17    | 0     | 3     | 1.000    |
| 2023  | 中信  | 17    | 4     | 22    | 0     | 4     | 1.000    |
| 2024  | 中信  | 9     | 3     | 4     | 0     | 1     | 1.000    |
| NPB   | NPB   | 33    | 3     | 12    | 1     | 1     | .938     |
| CPBL  | CPBL  | 352   | 75    | 186   | 5     | 26    | .981     |

- 2024年度シーズン終了時
- 各年度の太字はリーグ最高
- 太字年はゴールデングラブ賞受賞

### タイトル
CPBL
- 最優秀防御率：1回（2014年）
- 最多勝利：1回（2014年）

### 表彰
CPBL
- ベストナイン：1回（投手部門：2014年）
- ゴールデングラブ賞：1回（投手部門：2019年）
- 月間MVP：3回（投手部門：2014年3月、5月・2021年9月）

### 記録
投手記録
NPB
- 初登板・初先発登板：2009年4月26日、対広島東洋カープ6回戦（MAZDA Zoom-Zoom スタジアム広島）、6回無失点で勝敗つかず
- 初奪三振：同上、4回裏に石原慶幸から空振り三振
- 初勝利・初先発勝利：2009年9月20日、対広島東洋カープ23回戦（阪神甲子園球場）、7回2失点
- 初ホールド：2012年8月23日、対中日ドラゴンズ17回戦（岡山県倉敷スポーツ公園野球場）、5回表に2番手で救援登板、1回無失点

CPBL
- 初登板・初先発登板・初勝利・初完投勝利：2014年3月25日、対義大ライノズ1回戦（新荘体育場野球場）、9回無失点
- 初奪三振：同上、1回表に黃智培から三振
- 初完封勝利：2015年5月30日、対義大ライノズ16回戦（澄清湖野球場）、9回無失点
- 初ホールド：2016年7月14日、対義大ライノズ23回戦（澄清湖野球場）、7回裏に3番手で救援登板、1回無失点
- 初セーブ：2016年9月13日、対義大ライノズ34回戦（新竹市立中正野球場）、9回表に3番手で救援登板、1.1回2失点

打撃記録
NPB
- 初安打：2009年4月26日、対広島東洋カープ6回戦（MAZDA Zoom-Zoom スタジアム広島）、4回表に篠田純平から中前安打

その他の記録
CPBL
- オールスターゲーム出場：6回（2014年 - 2019年）

### 背番号
- 64 （2009年 - 2010年）
- 40 （2011年 - 2012年）
- 117 （2013年 - 同年2月25日）
- 62 （2013年2月26日 - 同年末）
- 19 （2014年 - ）
  - 20 （第2回WBC）

### 登録名
- ジェン・カイウン（2009年 - 2010年）
- 鄭凱文（2011年 - ）

### 登場曲
- 「Come Back To Me」Utada（2009年 - 2010年）
- 「4MINUTE」Hot Issue（英語版）（2011年）
- 「Roll (Feat. Sean Kingston) 」Flo Rida（2012年）

### 代表歴
- 2005年アジアAAA野球選手権大会チャイニーズタイペイ代表
- 2008 ハーレムベースボールウィーク チャイニーズタイペイ代表
- 2008年北京オリンピック野球チャイニーズタイペイ代表
- 2009 ワールド・ベースボール・クラシック・チャイニーズタイペイ代表
- 2013 ワールド・ベースボール・クラシック・チャイニーズタイペイ代表
- 2014年アジア競技大会野球チャイニーズタイペイ代表